# Clã Cochrane
O Clã Cochrane é um clã escocês da região das Terras Baixas, do distrito de Renfrewshire, Escócia.
O atual chefe é Iain Alexander Douglas Blair Cochrane, 15º Conde de Dundonald e 6º Marquês do Maranhão.